# 山本寺景長
山本寺景長（?—1582年7月21日），日本戰國時代武將。越後國守護上杉氏庶流山本寺上杉家當主。不動山城城主。父親是山本寺定長（一說是山本寺定景）。

## 生平
生年不詳。父親定長因為在御館之亂中投向上杉景虎方，在戰敗後被驅逐，於是繼承山本寺上杉家。天正10年（1582年）4月，乘上杉家內亂之機的織田氏，派遣柴田勝家率領號稱4萬人的北陸平定軍，以越後國為目標進行侵攻。此時與中條景泰、竹俁慶綱、吉江宗信等人一同死守越中國魚津城，因為上杉家在御館之亂中已經消耗大量兵力，在信濃國方面亦與織田軍對峙，因此沒能向魚津城派出援軍。景勝無可奈何，於是發出降伏許可，不過景長等人沒有開城，而是在城池被攻陷後自殺，就在本能寺之變的翌日。
弟弟（一說是兒子）三郎勝長在御館之亂中投向景虎方，於敗北後閑居，不過在後來返回上杉家。文祿3年（1594年），在直江兼續擔任伏見城的普請奉行期間，因故被改易。寬永14年（1637年），再次返回上杉家並被賜予3百石（後來是5百石），成為米澤藩高家。